# Julius Pilaski
Friedrich Wilhelm Julius Pilaski, polnisch: Fryderyk Wilhelm Juliusz Pilaski, (* 3. Februar 1803 in Posen; † 27. März 1883 ebenda) war Rittergutsbesitzer und Mitglied des Reichstags des Norddeutschen Bundes.

## Leben
Pilaski war Besitzer des Rittergutes Zielenice bei Wreschen und Kreisgerichtsrat. Nach dem Studium der Rechtswissenschaft in Berlin war er von 1831 bis 1861 beim Landgericht in Posen. 1861 verließ er als Kreisgerichtsrat den Staatsdienst, um sich der Verwaltung seiner Güter und seines sonstigen Immobilienbesitzes zu widmen.
Er gehörte der I. Preußischen Kammer von 1849 bis 1853 an, der II. Preußischen Kammer von 1853 bis 1855. Er war langjähriges Mitglied des Preußischen Abgeordnetenhauses, dessen Abgeordneter er von 1859 bis 1882 war. Von 1867 bis 1871 war er Mitglied des Reichstags des Norddeutschen Bundes und des Zollparlaments für den Wahlkreis Posen 10 (Adelnau, Schildberg) und die Polnische Fraktion. Von 1867 bis 1871 war er Fraktionsvorsitzender der Polnischen Partei im Reichstag.